# Syberia II
Syberia II je počítačová hra typu adventura, příběhem úzce navazující na hru Syberia. Výtvarníkem i tvůrcem scénáře byl opět Benoît Sokal.
Hlavní hrdinka, právnička Kate, pokračuje v pátrání po tajemném ostrově Syberia. Musí překonat nástrahy po cestě vlakem přes Rusko i svébytnost severských domorodců a pomoci starému Hansi Volarbergovi nalézt mamuty, kteří se v Syberii podle pověstí nalézají.
Server tiscali.games dal hře hodnocení 8/10 a Metacritic.com 80%.